# مكسوف
التشكيل الدوراني أو المخسوف في الكيمياء التشكيل المكسوف (بالإنجليزية: eclipsed)‏ أو المحجوب لأنه عند النظر لمركب بسيط كالإيثان من الجانب المواجه لقاعدة رباعي الأوجه المنتظم تبدو الرابطة بين ذرتي كربون الإيثان محجوبة ولا نراها وكذلك تبدو ذرات الهيدروجين المرتبطة بذرة الكربون المقابلة للذرة التي ننظر إليها شبه محجوبة لذا فهو نوع من أنواع التشكل الكيميائي يتواجد بين ذرتين في أي سلسلة مفتوحة مفردة الرابطة بين مدارين مهجنين sp3 وتصل الطاقة فيها لأعلى مستوياتها نظرا لوجود الإعاقة الفراغية.

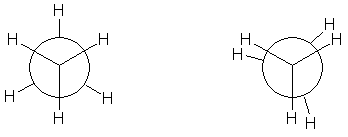
التشكل المقارب على اليسار، التشكل المكسوف على اليمين

وفي مثال الإيثان يظهر مسقط نيومان أن الدوران حول رابطة C-C ليس كامل الحرية ولكن توجد حواجز طاقة. وجزيء الإيثان في التشكل المحجوب يعاني من إجهاد الفتل وبحدوث دوران حول رابطة C-C فإنه عند حدوث الدوران بعد التشكل المكسوف تنطلق طاقة فتل مقدارها 12.5 كيلو جول/مول.